# Liste des monuments historiques d'Opglabbeek
Cette page regroupe l'ensemble des monuments classés de la ville belge d'Opglabbeek.
| Objet                                                   | Statut du classement? | Année de construction/architecte | Section communale | Adresse             | Coordonnées                      | Numéro d'inventaire | Illustration                     |
| ------------------------------------------------------- | --------------------- | -------------------------------- | ----------------- | ------------------- | -------------------------------- | ------------------- | -------------------------------- |
| (nl) Onze-Lieve-Vrouwekapel                             |                       |                                  | Opglabbeek        | Bergerweg           | 51° 03′ 29″ nord, 5° 36′ 27″ est | 22651               | Téléverser                       |
| (nl) Langgestrekte hoeve                                |                       |                                  | Opglabbeek        | Bergerweg 21        | 51° 03′ 27″ nord, 5° 36′ 42″ est | 22652               | Téléverser                       |
| (nl) Langgestrekte hoeve van 1888                       |                       |                                  | Opglabbeek        | Bergerweg 16        | 51° 03′ 24″ nord, 5° 36′ 38″ est | 22653               | Téléverser                       |
| (nl) Kapel der Drie Gezusters                           |                       |                                  | Opglabbeek        | Broekkantstraat     | 51° 02′ 29″ nord, 5° 35′ 30″ est | 22654               | Téléverser                       |
| (nl) Sint-Brigittakapel                                 |                       |                                  | Opglabbeek        | Groenstraat         | 51° 02′ 24″ nord, 5° 34′ 27″ est | 22655               | Téléverser                       |
| (nl) Langgestrekte hoeve                                |                       |                                  | Opglabbeek        | Hoeverweg 73        | 51° 01′ 48″ nord, 5° 35′ 52″ est | 22656               | Téléverser                       |
| (nl) Parochiekerk Sint-Lambertus                        | OL000395              |                                  | Opglabbeek        | Kapelstraat 8       | 51° 02′ 37″ nord, 5° 35′ 03″ est | 22657               | (nl) Parochiekerk Sint-Lambertus |
| (nl) Gemeentehuis, voormalige pastorie der norbertijnen | OL001068 · OL001069   |                                  | Opglabbeek        | Kapelstraat 1       | 51° 02′ 34″ nord, 5° 34′ 58″ est | 22658               | Téléverser                       |
| (nl) Gemeentehuis, voormalige pastorie der norbertijnen | OL001068 · OL001069   |                                  | Opglabbeek        | Kapelstraat 1       | 51° 02′ 34″ nord, 5° 34′ 58″ est | 22658               | Téléverser                       |
| (nl) Café, voormalige graanwatermolen van 1859          | OL001142 · OL001361   |                                  | Opglabbeek        | Molenweg 177        | 51° 02′ 35″ nord, 5° 36′ 58″ est | 22659               | Téléverser                       |
| (nl) Sint-Quirinuskapel                                 |                       |                                  | Opglabbeek        | Ophovenstraat       | 51° 02′ 38″ nord, 5° 34′ 17″ est | 22660               | Téléverser                       |
| (nl) Hoeve losse bestanddelen                           |                       |                                  | Opglabbeek        | Ophovenstraat 35/1  | 51° 02′ 35″ nord, 5° 34′ 21″ est | 22661               | Téléverser                       |
| (nl) Boerenburgerhuis                                   |                       |                                  | Opglabbeek        | Vinkenkantstraat 17 | 51° 02′ 39″ nord, 5° 35′ 29″ est | 22664               | Téléverser                       |